# Kamna Gorica, Ljubljana
Kamna Gorica je predmestni del Ljubljane. Nahaja se na njenem severozahodnem delu (Četrtna skupnost Dravlje) v bližini ljubljanske zahodne obvoznice in novozgrajenega odseka Šentvid - Koseze (predor Šentvid). Ime ima po bližnji istoimenski vzpetini. Ledinsko in tudi ulično ime na novem delu naselja je Krivec. Bližnja naselja so: Draveljska gmajna, Zapuže, Pržan, Podutik in Dolnice. V naselju stoji osnovna šola, v križišču Plešičeve in Kamnogoriške ceste pa je urejeno obračališče mestne avtobusne linije št. 22 (Kamna Gorica - Fužine).